# Casa Traveria-Jover
La casa Traveria-Jover és un edifici situat als carrers de la Portaferrissa (plaça de la Cucurulla) i del Duc de Barcelona, projectat per l'arquitecte Josep Oriol Mestres i catalogat com a bé cultural d'interès local. Els plànols es conserven a l'Arxiu Històric de la Ciutat de Barcelona, dintre del fons dedicat a l'arquitecte.

## Història
Dintre del procés d'urbanització del nou carrer de les Delícies (actualment del Duc), que suposà l'enderrocament de la Casa Gralla el 1856, Antònia Traveria va adquirir-ne en emfiteusi una parcel·la de més 10.000 pams quadrats a la plaça de la Cucurulla, per la qual pagà una entrada de 595.340 rals i un cens anual d'uns altres 12.735,81.
En aquest emplaçament, l'arquitecte Josep Oriol Mestres projectaria l'any següent una residència senyorial per a l'anterior i el seu gendre Josep Jover i Sans, casat amb la seva filla Antònia Peix i Traveria, pares de Leandre Jover i Peix. Si bé es tractava d'un projecte unitari, la finca estava dividida en dues propietats: el núm. 25, d'Antònia Traveria, i el núm. 25 bis, de Josep Jover. D'aquí la necessitat de dues escales amb accessos independents des del carrer, una noble que dona accés als dos habitatges del principal i l'altra, la de veïns, que permet accedir a tots els pisos.

## Descripció
Casalot de planta baixa, principal i tres pisos. A la planta baixa, els portals són alts, amples i de llinda. Dos d'aquests es troben decorats amb diversos motius vegetals. Són els balcons del principal que estan a sobre d'aquests portals els que també estan més decorats, amb dues pilastres corínties amb fust decorat amb motius vegetals a cada banda del finestral, que sosté un fals entaulament decorat de la mateixa manera; la barana de ferro forjat d'aquestes dues obertures també compta amb ornaments particulars. La resta d'obertures del pis principal estan decorades amb un marc motllurat i amb unes mènsules en forma de voluta que sostenen el balcó superior. El balcó a sobre de les dues obertures principals, però, no té mènsules, sinó denticles. Els balcons dels pisos superiors són de mida decreixent conforme la seva alçada. Tots els pisos estan separats per modestes cornises i la que tanca superiorment la construcció està sostinguda per sèries de grans permòdols.
La planta s'articula entorn d'un pati central i, a partir del principal, d'un petit jardí posterior. A l'interior s'hi trobaven uns espais detallistes i sofisticats que serviren de sala de fumadors, sala de la xemeneia, alcoves, menjador i jardí. Els usos comercials posteriors, però, els van malmetre.